# منى ماريس
منى ماريس Mona Maris (7 نوفمبر 1903 - 23 مارس 1991)، هي ممثلة سينمائية أرجنتينية.

## وفاتها
توفيت مونا ماريس في موطنها بوينس آيرس في 23 مارس 1991 عن عمر يناهز 87 عامًا. تم دفنها في مقبرة لا تشاكاريتا.[بحاجة لمصدر]

## روابط خارجية
- منى ماريس في قاعدة بيانات الأفلام على الإنترنت
- Mona Maris at Cinenacional.com (in Spanish) (archive)
- Photographs of Mona Maris